# 蟹江敬三
蟹江敬三（1944年10月28日—2014年3月30日），是一名出身於日本東京都的演員兼旁白，生前所屬事務所為S&A企劃。蟹江育有兩兒，長女是文學座所屬的栗田桃子、長子為劇團青年座所屬的蟹江一平。

## 經歷
蟹江在小時候性格內向，自幼不喜歡說話，在母親苦勸後才肯硬著頭皮探訪朋友時也從來不會在別人家大聲說話，這種情況直至他進入了全男班的工業學校後才開始有一些改變。蟹江在性格上真正出現的重大轉變出現於其第二年的高中生活，當時蟹江在送別該校畢業生的謝恩會上出演了一齣芝居，並戲仿一名老師。蟹江在舞台上發現自己每做一舉一動都獲得了台下熱烈的掌聲，隨即萌生了踏上演藝之路的夢想。蟹江其後轉校到有戲劇部的正常高中學校東京都立新宿高等學校開始演劇，並在經歷了合共四年的高中生涯後畢業。
蟹江在自新宿高校畢業後加入了劇團青俳，並在1965年以《那些日子》（あの日たち）舞台出道，隨後在翌年以《媽媽》（おかあさん）一片首次參演電影。在劇團解散後，蟹江與演出家蜷川幸雄合作設立「現代人劇場」，繼續戲劇事業。另一方面，蟹江自1975年開始也參演了多齣時代劇和警匪片，而他在刑事電視劇《猛龍特警隊》（又稱「GMEN'75」）中飾演在劇中連環強姦和殺人的大奸角望月源治，演技廣受好評，而經常起用蟹江拍攝粉紅色電影的日活公司也稱讚其獨有的魅力為「充滿野性」、是一種「強姦的美學」。蟹江在此之後就經常在電視劇中出演反派，然而其子一平則曾經因為父親飾演負面角色而一度疏遠他，不過父子關係隨著時間過去而回復正常。
蟹江的出色演藝天賦被當時的大紅人勝新太郎發現，並頻頻在其執導的作品起用他。蟹江在1980年的刑事電視劇《熱中時代・校園篇第2輯》中一反其奸人形象，飾演善良的警察佐藤忠信，從此其角色不再侷限於反派，並開始嘗試不同形象，包括一些個性古怪的角色，強烈的個人特色更自此奠定了蟹江個性派演員的地位。例如在《影之軍團III》中，蟹江飾演了英雄人物多羅尾半藏的左右手竹林虎麻呂；在《鬼平犯科帳》中出演擔任間諜的小房之粂八；以及在《飛女刑事II 少女鐵板面傳說》中則扮演軟弱的班主任，但實際上卻是秘密社團派出的密探。2005年11月，蟹江在出道40年多後以60歲之齡首次嘗試主演電影，在溫情電影《MAZE ～南風～》中成為主角之一，出演片中小男孩住在漁村的漁夫祖父田村弦次郎，並再次受到社會的注意。2010年，蟹江在大河劇《龍馬傳》中飾演三菱創始人岩崎彌太郎的父親岩崎彌次郎，戲分不多但令人留下深刻印象。
2013年12月，蟹江被診斷出患有末期胃癌，隨後在2014年1月多次進出醫院，但在2月短暫恢復正常工作，相關人士指蟹江在2至3月時經常坐著電車前往錄音室，並出色地完成了旁白的工作。然而蟹江在同年3月17日完成錄製《日經特輯 蓋亞的黎明》的兩天後，於3月19日因病情急轉直下而再度入院。3月30日早上8時27分，蟹江因胃癌在東京都新宿區的醫院逝世，終年69歲。4月2日，其家人為他低調舉行喪禮，到4月5日才向外公佈其死訊。在得悉蟹江的死訊後，負責製作其生前參與最後一個配音作品《蓋亞的黎明》的東京電視台在官方網頁上刊登了追悼訊息，曾在《鬼平犯科帳》中跟他合作過的中村吉右衛門、與蟹江共演了《臥底特工 北見志穗》將近16年的女演員松下由樹以及在《小海女》中飾演其孫女的能年玲奈等藝人都先後發表了悼念訊息。
2014年4月5日，蟹江最後出演的劇集遺作《臥底特工 北見志穗 18》在朝日電視台播出，節目在開頭和尾段特別展出滾動字幕追悼蟹江，TBS電視台也於4月14日提早播放蟹江有份出演但尚未播出的《社會改革公務員・公証人 11》作為追悼節目，其後NHK綜合頻道在4月18日深夜播出了特別製作的悼念特輯《一直專注於演藝事業的人生 〜紀念蟹江敬三〜》（ひたむきな役者人生〜蟹江敬三さんをしのぶ〜）。5月13日，NHK、东京圈五大电视台以及松竹映画和东映的会长在青山殯儀館為蟹江舉辦追悼會，近700位演員以及相關人士到場參與。

## 出演

### 電視劇

#### 常規出演
NHK
- 大河劇
  - 勝海舟（日语：勝海舟 (NHK大河ドラマ)）（1974年）飾演 学友田邊
  - 元祿太平記（日语：元禄太平記） （1975年）飾演 生駒十三
  - 風、雲、虹（日语：風と雲と虹と）（1976年）飾演 平良正
  - 草在燃燒（日语：草燃える）（1979年）飾演 尊長
  - 春之波濤（1985年）飾演 幸徳秋水
  - 宛如飛翔（1990年）飾演 大山綱良
  - 炎立（1993年－1994年）飾演 吉彦秀武
  - 葵德川三代（2000年）飾演 福島正則
  - 龍馬傳（2010年）飾演 岩崎弥次郎
- 連續電視小說
  - 請問芳名（1991年－1992年）
  - 小海女（2013年）飾演 天野忠兵衛
- 幕末未來人（日语：幕末未来人）（1977年）飾演 樫岡
- 漫畫道（1986年）飾演 虎口部長
- 漫畫道・青春篇（1987年）飾演 虎口部長
- 天晴夜十郎（日语：天晴れ夜十郎）（週五時代劇（日语：金曜時代劇）、1996年－1997年）飾演 波風達之介
- 因為媽媽的暑假（日语：ママだって夏休み）（新銀河電視劇（日语：ドラマ新銀河）、1997年）飾演 佐藤春男
- 風的完結（日语：風の果て）（2007年）飾演 桑山孫助
- 首席銷售員（日语：トップセールス (テレビドラマ)）（2008年）飾演 岡野英二
- 乙女的一拳（日语：乙女のパンチ）（2008年）飾演 森田正弘
- 浪花之華〜緒方洪庵事件簿〜（日语：浪花の華〜緒方洪庵事件帳〜）（2009年）飾演 中天游
- 胡桃的部屋（日语：胡桃の部屋）（2011年）飾演 三田村忠
- 既苦也甜～希望之茶（日语：苦くて、甘い〜希望の茶）（福岡地域電視劇（日语：福岡発地域ドラマ）、2013年）飾演 池本敬一郎
- 下町滑雪橇（日语：下町ボブスレー）（2014年）飾演 矢島孝一

日本電視台
- 怪盜基德（日语：キッド (テレビドラマ)）（1981年－1982年）
- 新・熱中時代宣言（日语：新・熱中時代宣言）（1986年）飾演 島岡老師
- 我們的小鎮（日语：わが町 (サスペンスドラマ)）（1992年－1998年）飾演 鳴海成巳
- 銀狼怪奇檔案（日语：銀狼怪奇ファイル）（1996年）飾演 小早川順三郎
- 天使消失的街道（日语：天使が消えた街）（2000年）飾演 高野敦
- 事件記者・三上雄太（日语：事件記者・三上雄太）（2004年－2005年）飾演 日高康作

TBS電視台
- 向日葵之道（日语：ひまわりの道）（1971年－1972年）
- 愛子（日语：愛子 (テレビドラマ)）（1973年－1974年）飾演 春吉
- 家中的主樓（日语：うちのホンカン）（1975年－1981年）
- 野野村病院物語（日语：野々村病院物語）（1981年）飾演 事務長 須崎八一
- 野野村病院物語II（1982年－1983年）飾演 外科醫生 鈴旗努
- 東芝日曜劇場・昨天的敵人也是今天的敵人（日语：昨日の敵は今日も敵）（1995年）飾演 神崎秀夫
- 早乙女千春的旅遊報告書（日语：早乙女千春の添乗報告書）（1995年－2005年）飾演 須藤正次
- RISKY GAME（日语：リスキー・ゲーム）（1996年）飾演 佐久間昇
- Sweet Season（日语：Sweet Season）（1998年）飾演 藤谷真也
- 給寂寞的你（日语：ひとりぼっちの君に）（1998年）飾演 栗林重三
- 社會改革公務員・公証人（日语：世直し公務員 ザ・公証人） 第1－11作（2002年－2014年、週一懸疑劇場（日语：月曜ミステリー劇場）⇒週一黃金劇場（日语：月曜ゴールデン））
- 新丁禮儀師（2012年）飾演 井原浩太郎

富士電視台
- 影之軍團系列（日语：服部半蔵 影の軍団）
  - 影之軍團III（1982年）飾演 竹林虎麻呂
- 藍眼睛的聖之命（日语：青い瞳の聖ライフ）（1984年－1985年）
- 飛女刑事II 少女鐵板面傳說（1985年－1986年）飾演 西脇
- 劍鋒的鏡子（日语：ヤヌスの鏡）（1985年－1986年）飾演 進東修一
- 主播也瘋狂（日语：アナウンサーぷっつん物語）（1987年）飾演 遠山昭一郎
- 藤子不二雄的夢之相機（日语：藤子不二雄の夢カメラ）（1988年）飾演 美奈代的父親
- 鬼平犯科帳（日语：鬼平犯科帳 (中村吉右衛門)）（1989年－2013年）飾演 小房之粂八
- 有一天和某人在早上回來（日语：いつか誰かと朝帰りッ）（1990年）飾演 山野內優（山ノ內優）
- 沙粧妙子-最後的事件-（日语：沙粧妙子-最後の事件-）（1995年）飾演 高坂警部
- 阿部一族（日语：阿部一族 (1995年のテレビドラマ)）（1995年）飾演 阿部權兵衛
- 將太的壽司（1996年）飾演 藤田政二
- 編集王（日语：編集王）（2000年）飾演 疎井編集長
- 美麗的天雨（2012年）飾演 中村富美夫

朝日電視台
- 動物的夢想樂園（日语：どうぶつ通り夢ランド）（1986年9月 - 1987年3月）飾演 納田健吉
- 流浪刑事旅情編（日语：さすらい刑事旅情編）II - VII（1989年－1995年）飾演 山崎五郎
- 兩人〜Wherever You Are〜（日语：ふたり#テレビ朝日）（1997年）飾演 北尾雄一
- 京都地檢之女（日语：京都地検の女）（2003年－2012年）飾演 高原純之介
- 臥底特工 北見志穗（日语：おとり捜査官・北見志穂） 第1－18作（1998年－2014年）飾演 袴田俊郎

東京電視台
- 喜歡的人告別以後（日语：別れたら好きな人）（1999年1－3月）飾演 小泉湧泉
- 每個懸崖（日语：それぞれの断崖）（2000年4－6月）飾演 志方勇介
- 事件記者 浦上伸介（日语：事件記者 浦上伸介）（2001年－2008年）飾演 細波

### 電影
- 啊，同期之櫻（日语：ああ同期の桜）（1967年、東映）飾演 不破少尉
- 玩樂（日语：遊び (映画)）（1971年、大映）飾演 哥哥
- 提前失去的戀人們（日语：あらかじめ失われた恋人たちよ）（1971年、ATG（日语：日本アート・シアター・ギルド））飾演 偽自警團之男
- 顏役（日语：顔役）（1971年、大映）
- 體貼的日本人（日语：やさしいにっぽん人）（1971年、東製作（日语：東陽一））飾演 SIGE（シゲ）
- 御用牙（日语：御用牙）（1972年、東宝）飾演 毒蛇
- 盲劍客御用旅（1972年、東宝＝勝製作）飾演 志波
- 日本妖怪傳說SATORI（日语：日本妖怪伝サトリ）（1973年、青林舎（日语：東陽一））飾演 警衛
- 最遙遠的戀情（日语：さいはての情事）（1973年、日活）飾演 邦夫（次郎）
- 御用牙 剃刀半藏地獄的責怪 （かみそり半蔵地獄責め，1973年、東宝）飾演 毒蛇
- 紅線球之井 失蹤了（日语：赤線玉の井 ぬけられます）（1974年、日活）飾演 志波
- 凸眼蝦虎魚之結婚記（日语：畑正憲）（1974年、松竹）飾演 根岸
- 我是貓（日语：吾輩は猫である (映画)）（1975年、松竹）飾演 巡査
- 兄妹（1976年、東宝）飾演 木藤
- 安藤昇之逃亡和SEX的記錄（日语：安藤昇の逃亡とSEXの記録）（1976年、東映）飾演 船橋一也
- 花芯的刺青 熟透的壺（日语：花芯の刺青 熟れた壺）（1976年、日活）飾演 彫師・辰
- 被槍擊前先出擊!（日语：撃たれる前に撃て!）（1976年、松竹）飾演 曾根源三
- 犯了!（日语：犯す!）（1976年、日活）飾演 人男
- 橫須賀男的狩獵 少女・悅樂（日语：横須賀男狩り 少女・悦楽）（1977年、日活）飾演 米奇德田
- 女教師（日语：女教師 (1977年の映画)）（1977年、日活）飾演 小林悟
- 聖母觀音大菩薩（日语：聖母観音大菩薩）（1977年、ATG）飾演 青年
- 鬼畜（日语：鬼畜 (松本清張)#映画）（1978年、松竹）飾演 阿久津
- 誘惑天使（日语：天使を誘惑）（1979年、東宝）飾演 佐野正男
- 十九歲的地圖（日语：十九歳の地図）（1979年、製作群狼）飾演 紺野
- 更柔順更香甜（日语：もっとしなやかに もっとしたたかに）（1979年、日活）飾演 田口賢治
- 性愛白日夢（日语：天使のはらわた 赤い教室）（1979年、日活）飾演 村木哲郎
- 無法傳遞的三通信件（日语：配達されない三通の手紙）（1979年、松竹）飾演 吉川警部
- 服部半藏 影之軍團（日语：服部半蔵 影の軍団）（1980年、東映）飾演 一飛
- 壞人們（日语：わるいやつら）（1980年、松竹）飾演 檢察官
- 顫抖的舌（日语：震える舌）（1980年、松竹）飾演 山岸
- 土佐的垂釣（日语：土佐の一本釣り）（1980年、松竹）飾演 三番口・勝
- 遙遠的跑道（日语：遥かなる走路）（1980年、松竹）飾演 山口昇
- 橫濱BJ藍調（日语：ヨコハマBJブルース）（1981年、東映）飾演 蟻鐵雄
- 遠雷（日语：遠雷）（1981年、ATG）飾演 楓樹亭主
- 泥之河（日语：泥の河）（1981年、木村製作）飾演 巡査
- 野獸刑事（日语：野獣刑事）（1982年、東映）飾演 暴力團幹部
- 告別親愛的大地（日语：さらば愛しき大地）（1982年、製作群狼）飾演 大尽
- 蒲田行進曲（1982年、松竹）飾演 監督
- 伊賀野河馬輪（日语：伊賀野カバ丸）（1983年、東映）飾演 中尾
- 探偵物語（1983年、東映）飾演 高峰刑事
- 人生劇場（日语：人生劇場）（1983年、東映）飾演 丘部小次郎
- 為了伽椰子（日语：伽椰子のために）（1984年、Ekipdo Cinema／）飾演 水道管工人
- 夕暮族（日语：夕ぐれ族）（1984年、日活）飾演 大窪保彦
- 素寒貧散步（日语：すかんぴんウォーク）（1984年、東宝）飾演 白木隆介
- 第二代是基督徒（日语：二代目はクリスチャン）（1985年、東宝＝角川春樹事務所）飾演 磯村
- 火祭（日语：火まつり (映画)）（1985年、Cine Saison（日语：シネセゾン））飾演 經紀人
- 戀愛青春夢（日语：恋する女たち (氷室冴子)）（1986年、東宝）飾演 志摩汀子之父
- 旅路：眾村的樹掛（日语：旅路 村でいちばんの首吊りの木）（1986年、東宝）飾演 深見
- 狗假死之物（日语：犬死にせしもの）（1986年、松竹）飾演 火Tsuke柴（火つけ柴）
- 火宅之人（日语：火宅の人）（1986年、東映）飾演 主任
- 必殺4 我會消除怨恨（日语：必殺4 恨みはらします）（1987年、松竹）飾演 久蔵
- 飛女刑事II 少女鐵板面傳說（1987年、東映）飾演 西脇
- 妖女的時代（日语：妖女の時代）（1988年、東宝）飾演 宮澤義助
- 華之亂（日语：華の乱）（1988年、東映）飾演 島村抱月
- 童謠物語（日语：童謡物語）（1988年、松竹）飾演 鶴田忠男
- 戲夢人生（日语：メロドラマ (映画)）（1988年、Cine Ropponika（日语：シネ・ロッポニカ））飾演 梶山祐三
- 文學獎殺人事件 大助跑（日语：文学賞殺人事件 大いなる助走）（1989年、東映）飾演 保又一雄
- 老師（日语：せんせい）（1989年、松竹）飾演 太郎之父
- 花物語（1989年、大映）飾演 枝原五十次
- 我和我們的夏天（日语：ぼくと、ぼくらの夏）（1990年、Mako Enterprise／）飾演 戶川刑事
- 大雪山傳奇（日语：リメインズ 美しき勇者たち）（1990年、松竹、千葉真一Enterprise、JTB、京都映畫（日语：松竹京都撮影所 (企業)））飾演 五郎屋（よろず屋）
- 狙撃2 THE SHOOTIST（日语：狙撃2 THE SHOOTIST）（1990年、東映影片）飾演 野口刑事
- 幽靈刑事（日语：ゴースト刑事）（1992年）飾演 主演・黒田刑事
- 忠臣藏外傳 四谷怪談（日语：忠臣蔵外伝 四谷怪談）（1994年、松竹）飾演 清水一学
- 藏（日语：藏）（1995年、東映）飾演 平山晉
- 鬼平犯科帳（日语：鬼平犯科帳 (中村吉右衛門)）（1995年、松竹）飾演 小房之粂八
- 沉睡的男人（日语：眠る男）（1996年、SPACE（日语：SPACE））飾演 洋品店的男人
- 桌球温泉（日语：卓球温泉）（1998年、大映）飾演 夫
- 一見先生（日语：いちげんさん）（2000年、MEDIA BOX（日语：メディアボックス））飾演 貝塚組的親人
- DRUG（日语：DRUG）（2001年、青少年育成国民会議）飾演 沙耶香之父
- 秀逗小護士 電影（2002年、東宝）飾演 熊野刑事
- 精靈流（日语：精霊流し (曲)）（2002年、日活＝東北新社）飾演 和田敬
- 擁抱法力（日语：マナに抱かれて）（2003年、東宝）飾演 KAI（カイ）
- MAZE ～南風～（日语：MAZE (映画)）（2005年、Argo Pictures（日语：アルゴ・ピクチャーズ））飾演 田村弦次郎（主演）
- KARAOKE-人生紙一重-（日语：KARAOKE-人生紙一重-）（2005年、Excellent Film／＝Libero／）飾演 村岡忠雄
- 動搖（日语：ゆれる）（2006年、TV MAN UNION（日语：テレビマンユニオン））飾演 律師
- 全然大丈夫（日语：全然大丈夫）（2007年、Style jam／）飾演 英太郎
- 小小指揮家（日语：リトル・マエストラ）（2013年、Surf Entertainment／）飾演 荒澤源治

### 舞台、廣播劇
- 看見我夢想的青春之友（日语：わが夢に見た青春の友）（1994年）飾演 川島健
- 有一個像火般的寂寞姊姊'96（日语：火のようにさみしい姉がいて'96）（1996年）飾演 演藝業界的男人
- 氣球大叔（日语：風船おじさん）（1997年）飾演 鈴木嘉和
- 鬼平犯科帳 血頭之丹兵衛（日语：鬼平犯科帳 血頭の丹兵衛）（1999年）飾演 密偵・小房之粂八
- 絕對零度（絶対零度，1999年）飾演 宮田
- 新・地獄變（日语：新・地獄変）（2000年）飾演 浮世繪師・結城良秀
- 冬季運動會（日语：冬の運動会）（2001年）飾演 北澤遼介
- 又愛又恨（憎いあんちくしょう，2002年）飾演 花火師・夕顏之松吉

### 配音或旁白
- 日經特輯 蓋亞的黎明（日语：日経スペシャル ガイアの夜明け）（2002年－2014年、東京電視台）
- 紫陽花之歌（日语：あじさいの唄）（2006年）配音 父上
- 松本清張劇集特輯 浪花上的燈塔（日语：波の塔）（2006年12月27日、TBS）
- 在山區・上合瀬生活 ～蕎麥之芽一家的情誼～（山間地・上合瀬に生きる 〜蕎麦の芽一家の絆〜，2008年、佐賀電視台） 
  - 第17屆FNS紀錄片大獎（日语：FNSドキュメンタリー大賞）得獎作品
- 日本怪談百物語（2009年8月15日、NHK）出演 說話的手
- 女僕刑事（2009年、朝日電視台）
- 松本清張逝後20年特別企劃 劇集特輯 浪花上的燈塔（日语：波の塔）（2012年6月23日、朝日電視台）出演 說話的手
- 劍客生涯 御老中暗殺（北大路欣也主演版，2012年、富士電視台）出演 旁白

### 電台劇
- 哈雷彗星遊覽（ハレー彗星ツアー，1984年7月21日 NHK大阪、NHK-FM）
- FM劇場（日语：FMシアター） 紅色巴士（赤いバス，2002年4月20日、NHK-FM）

### 綜藝節目
- 開運!什麼都鑑定團（東京電視台）

### 廣告
- 日刊兼職資訊（日语：An (雑誌)）（1982年）
- 山山通信（日语：やまやコミュニケーションズ） 辛子明太子（1985年）
- 朝日新聞（1991年）
- 日清食品 麺之達人（1995年）
- 日產藍鳥（U14前期型）（1996年）與常盤貴子共演
- 花王 潤髮乳「SUCCESS」（サクセス，1997年）
- 味滋康（日语：ミツカン） 味滋康醋
- 讀賣新聞（2004年）
- Ministop（2013年）

## 單曲錄製
- 《涼子》

## 外部連結
- 日本電影資料庫：蟹江敬三 （页面存档备份，存于） （日語）
- 電視劇資料庫（テレビドラマデータベース）：蟹江敬三 （页面存档备份，存于） （日語）